# Terese Pedersen
Terese Hosking Pedersen (født 27. april 1980 i Sandefjord) er en tidligere kvindelig norsk håndboldspiller, der nåede at spille 83 landskampe for det norske landshold. Hun debuterede på landsholdet 3. august 2004 mod Sverige.
Hun har tidligere optrådt for Larvik HK, Byåsen HE, østrigske Hypo Niederösterreich og danske Randers HK.